# Bybanen i Bergen
Bybanen i Bergen er en letbane i Bergen i Norge der blev åbnet 22. juni 2010.

## Historie
Der har tidligere været sporveje i Bergen med fire linjer fra 1897 til 1965.
Den nye letbane har ingen forbindelse med de tidligere sporveje.

## Ny linje
I 2005 besluttede man efter nogle års planlægging at bygge en letbane mellem Bergen Centrum og Nesttun i det sydlige Bergen. I 2008 begyndte man at bygge linjen til Nesttun.  Første etape stod færdig juni 2010.
Tolv nye letbanesæt er bestilt fra det tyske firma Stadler Pankow.

## Forlængelse
En anden etape er fra Nesttun til Lagunen (3,4 km) blev fuldført i juni 2013.
En tredje etape til Bergen Lufthavn, Flesland blev taget i brug i august 2016. Der planlægges også en fjerde etape vestover til Fyllingsdalen via Kronstad og Minde.

## Holdeplatser
- Byparken
- Nonneseteren
- Bystasjonen
- Nygård
- Florida
- Nygård bro
- Danmarks plass
- Kronstad
- Brann Stadion
- Wergeland
- Sletten
- Slettebakken
- Fantoft
- Paradis
- Hop
- Nesttun
- Nesttun senter
- Skjoldskiftet
- Mårdalen
- Skjold
- Lagunen
- Råstølen
- Sandslivegen
- Sandslimarka
- Kokstad
- Birkelandsskiftet terminal
- Kokstadflaten
- Bergen lufthavn, Flesland